# Vacuolo

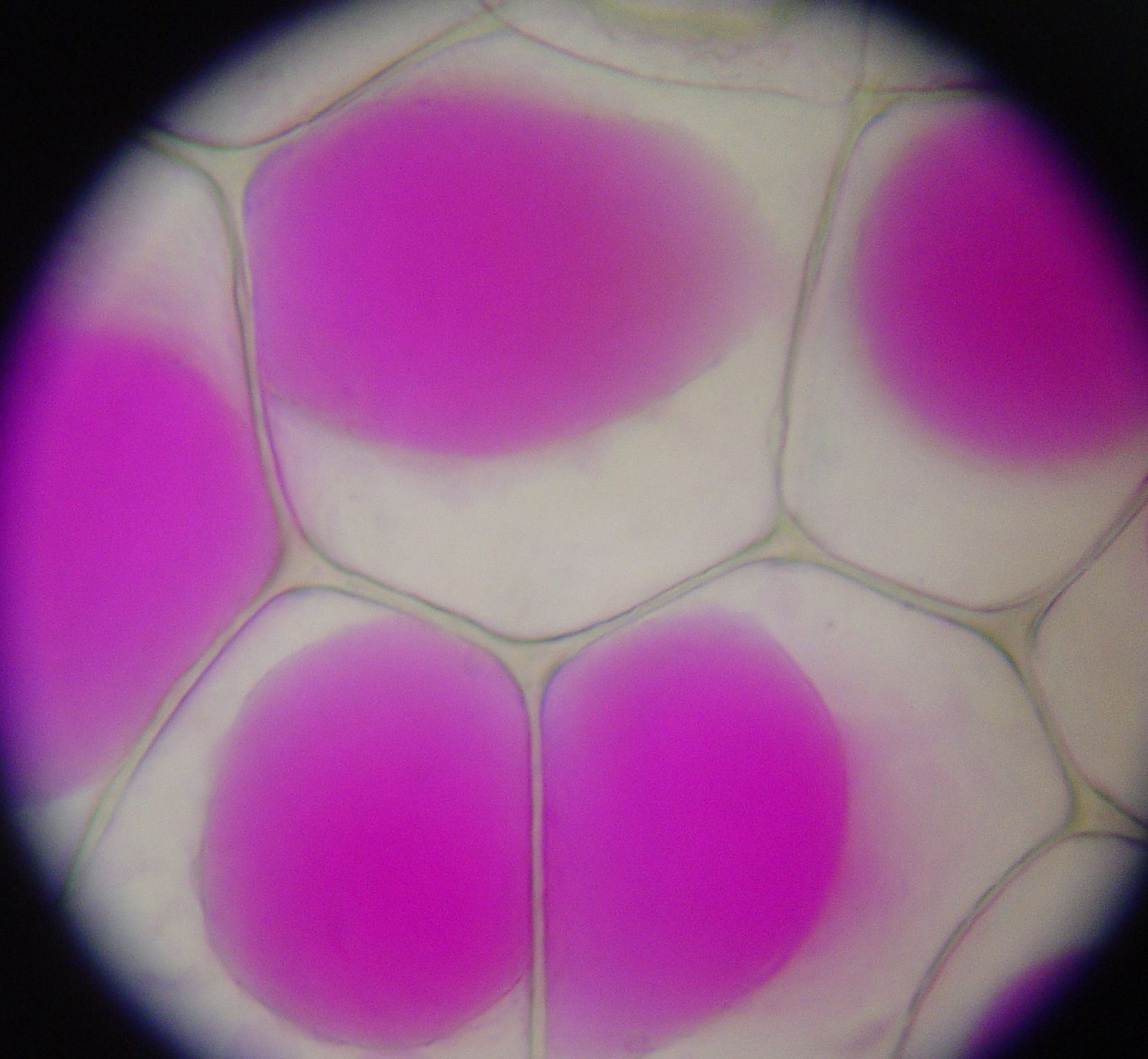
Vacuoli contenenti antociani (colorati in rosa) in cellule epidermiche plasmolizzate di Tradescantia

I vacùoli sono degli organuli cellulari caratteristici delle cellule vegetali ma presenti sporadicamente in altri organismi (funghi, protozoi). Il termine vacuolo o vacuolo autofagico indica invece nella cellula animale un tipo di lisosoma.
Sono, in sintesi, delle vescicole delimitate da una membrana fosfolipidica detta tonoplasto, e racchiudenti una soluzione acquosa, il succo vacuolare. Le cellule vegetali mature contengono generalmente un grosso vacuolo che arriva a occupare tra l'80% e il 90% del volume interno della cellula; nelle cellule giovani, invece, i vacuoli sono piccoli e numerosi e tendono a fondersi man mano che la cellula si accresce.
I vacuoli sono vescicole contenenti acqua e varie sostanze. Quando i vacuoli sono ringonfi d’acqua la foglia è distesa, ma se contengono poca acqua la foglia appare afflosciata; nel primo caso la pianta è ben turgida, nel secondo appassisce. Talvolta nelle cellule adulte i vacuoli si riempiono di sostanze nutritive di riserva (per esempio l’amido nelle cellule della patata).

## Struttura
Il vacuolo fa parte del sistema di endomembrane, che comprende anche l'apparato del Golgi, il reticolo endoplasmatico e la membrana cellulare. 
Il vacuolo è circondato dal tonoplasto, una membrana plasmatica asimmetrica formata da fosfoglicolipidi e steroli liberi, importantissimi nella regolazione enzimatica e nel trasporto selettivo di sostanze attraverso la membrana. Il tonoplasto separa il vacuolo dal citosol.  Le proteine inserite nello strato lipidico del tonoplasto, sono principalmente di trasporto (V-ATPasi e VAPPasi), tra cui vanno ricordate le acquaporine, facenti parte delle TIPs (proteine intrinseche del tonoplasto). Le TIPs sono le proteine più abbondanti del tonoplasto, e sono essenziali nell'entrata di acqua all'interno del vacuolo. Le proteine intrinseche del tonoplasto inoltre sono utili per differenziare tra di loro i vari tipi di vacuoli. Infatti, le α e le δ TIP sono caratteristiche dei vacuoli di riserva proteica (PSV Protein Storage Vacuole) mentre le γ TIP sono proprie dei vacuoli litici, dove presenti.
Il succo vacuolare, nelle cellule vegetali, è prevalentemente formato da:
- acqua
- ioni minerali (potassio, cloro, sodio, calcio, fosfato, nitrato, solfato) e sostanze idrosolubili (monosaccaridi, disaccaridi e trisaccaridi)
- metaboliti secondari (alcaloidi, terpenoidi, fenoli) addetti alla difesa della pianta da patogeni
- acidi organici (es. acido citrico, malico), glucosidi, tannini
- pigmenti flavonoidi (antociani - pigmenti dal rosso al viola - flavoni, flavonoli)
- proteine, ad esempio nei semi
- sostanze di riserva (zuccheri o lipidi).

Il succo vacuolare presenta un pH compreso tra 4,5 e 5,5, più acido di quello del citoplasma. Questa differenza è dovuta alla presenza degli acidi organici e serve a facilitare l'attività di diversi enzimi caratteristici del vacuolo (come quelli idrolitici). Uno sversamento del succo vacuolare all'interno del citosol porterebbe a gravi conseguenze per la cellula vegetale.

Illustrazione di una cellula vegetale

Il vacuolo può contenere anche inclusi solidi, per lo più minerali, come ad esempio cristalli di ossalato di calcio. 

## Origine
Lo studio della formazione dei vacuoli è complesso: l'ipotesi più accreditata è quella definita GERL (golgi, reticolo endoplasmatico, lisosoma).
Il grosso vacuolo di una cellula vegetale prende origine dalla fusione di diversi organelli detti provacuoli. I provacuoli a loro volta si formano per fusione di membrane tubulari provenienti da una particolare regione del reticolo endoplasmatico (RE) associata alla faccia trans del Golgi. Queste membrane sono ricche di enzimi lisosomiali, che degradano il materiale citoplasmatico e le membrane che, durante l'avvolgimento a gomitolo delle membrane tubulari, sono rimasti intrappolati in posizione interna.

## Funzioni
A una grande semplicità strutturale si contrappone però nel vacuolo una molteplicità di funzioni:
- funzione di riserva: il vacuolo contiene carboidrati, grassi e proteine. Un’altra funzione importante del vacuolo è quella di sostegno della cellula, nei momenti in cui è assente l’acqua la pianta non sarà turgida.
- funzione vessillare: il vacuolo contiene pigmenti colorati (es. antociani e flavoni) che conferiscono quindi colore per esempio ai petali per attirare insetti impollinatori o ai frutti per attirare animali che, cibandosi dei frutti , provvederanno poi alla disseminazione.
- funzione osmotica: il vacuolo, variando la concentrazione del succo vacuolare, influenza il movimento osmotico dell’acqua tra l’interno e l’esterno della cellula. Regola il turgore cellulare che a sua volta determina l'accrescimento cellulare e il sostegno di organi giovani.
- funzione "digestiva": il vacuolo può contenere enzimi litici in grado di scindere grosse molecole o interi organelli.
- funzione di accumulo di cataboliti
- funzione distributiva dei cloroplasti contro la parete della cellula, al fine di massimizzarne l'efficacia.

I vacuoli vegetali sono molto simili alle vescicole animali, ma sono di dimensione maggiore, e svolgono numerose funzioni, tra cui, principalmente, quella di sostegno, inoltre quella di riserva, di acqua e di altre sostanze in essa disciolte o variamente disperse.
Il succo vacuolare può accumulare sostanze di scarto dei processi metabolici, come ad esempio l'acido ossalico, fino ad arrivare alla precipitazione di quest'ultimo. I cristalli di ossalato sono dei marker importanti per il riconoscimento delle droghe vegetali. 
La funzione principale del vacuolo, cioè quella di riserva energetica, non va intesa come una funzione svolta come uno statico stoccaggio. Molte molecole, attraverso sistemi di trasporto attivo, entrano all'interno del vacuolo e partecipano a reazioni enzimatiche, per poi fuoriuscire dal vacuolo. 

### Metabolismo secondario
Il vacuolo ha grande importanza anche nello sviluppo e nella conservazione di metaboliti secondari. Questa rappresenta la funzione di maggior interesse per il settore farmaceutico. L'azione del tonoplasto e l'ambiente del succo vacuolare creano l'ambiente ideale per l'accumulo di diverse molecole idrofile (alcaloidi, flavonoidi, polifenoli, fenoli, glicosidi, zuccheri). La loro conservazione nel vacuolo permette di tenerli separati (o in concentrazioni moderate) nel citosol, in modo da non alterare gli equilibri cellulari. 
Negli ultimi anni, sono stati identificati diversi vacuoli per tipologie di sostanze al loro interno. Alcuni vacuoli extracellulari sono presenti nelle secrezioni dei laticiferi (accumuli di isopreni impiegati nelle gomme vegetali). 

#### Vacuoli nei funghi
I vacuoli nelle cellule fungine svolgono funzioni simili a quelle delle piante e può esistere più di un vacuolo per cellula. Nelle cellule di lievito il vacuolo è una struttura dinamica che può modificare rapidamente la sua morfologia. Sono coinvolti in molti processi tra cui l'omeostasi del pH cellulare e della concentrazione di ioni, l'osmoregolazione, i processi degradativi e lo stoccaggio di aminoacidi e polifosfati. Ioni tossici, come stronzio (Sr2+), cobalto (II) (Co2+) e piombo(II) (Pb2+) vengono trasportati nel vacuolo per isolarli dal resto della cellula.

#### Vacuoli nei protisti
Molti protisti di acqua dolce possiedono vacuoli contrattili che, pompando acqua e sostanze in essa contenute, ne determinano flussi e riflussi, quindi ricambio, tra cavità interne e ambiente acquoso esterno.